# Хуан Карењо
Хуан Карењо Лара (Мексико Сити, 14. август 1909 — Мексико Сити, 16. децембар 1940) био је мексички фудбалер и учесник ФИФА Светског купа 1930. Био је први Мексиканац који је постигао гол на ФИФА-ином светском првенству. Био је члан ФК Атланте. Постигао је и први погодак Мексика на Олимпијским играма у Амстердаму 1928. Преминуо је од упале слепог црева у 31. години.

## Биографија
"Ел тромпо" како су га звали, рођен је 14. августа 1909. године у сиромашном делу Мексико Ситија, где почиње да игра и успева да 1925. године, заједно са дечацима из фабрике "Ла седанита", која се налазила у Каса Колорада од водовода Чапултепец, формира фудбалски тим. Недуго затим добио је понуду да игра за Атланте.
Такође су му дали посао у пекари браће Росас, такође фудбалере Атланте, али Карењо је одговорио, „Манго, нека волови раде. Ја играм само фудбал.”

## Каријера
Увек је био врло необичан играч, није пуно поштовао правила, али када је требало да покаже знање на терену, то је чинио на сјајан начин. Био је несташан играч и због његовог необичног карактера испричано је неколико прича о њему.